# 阪神高速11号池田線

阪神地域におけるルート図。赤線が阪神高速。

阪神高速11号池田線（はんしんこうそく11ごういけだせん、Route 11 Ikeda Line）は、大阪府大阪市西区の中之島JCTから池田市の池田出入口および、豊中市の蛍池JCTから池田市の池田木部出入口へ至る、阪神高速道路の路線である。大阪国際空港や名神高速道路、中国自動車道・山陽自動車道へのアクセスに便利で利用車が多いため、渋滞が多い。しかし近畿自動車道・阪和自動車道や、さらには第二京阪道路の全面開通により、多少ではあるが、交通量が減少傾向である。路線番号制定後も関西国際空港開港までは空港線と呼ばれていたが、この名残で現在も便宜上空港線と呼ぶ人もいる。
加島～池田で下を通る大阪府道10号大阪池田線も「空港線」と呼ばれる。

## 路線名
- （阪神高速1号環状線と併せて）大阪府道高速大阪池田線
- 兵庫県道高速大阪池田線

※ 阪神高速道路管理路線とあって府県道の整理番号はない。

## 出入口など
- 路線名の特記がないものは市道。豊中南出入口-池田出入口については並行する大阪池田線と大阪空港出入口を除く出入口で接続しているため路線名からは除いている。

### 本線
- 全線大阪府内に所在。

| 出入口 番号 | 施設名         | 接続路線名                                                              | 起点 から (km) | 備考                                | 所在地 | 所在地   |
| ----------- | -------------- | ----------------------------------------------------------------------- | -------------- | ----------------------------------- | ------ | -------- |
| -           | 中之島JCT      | 1号環状線                                                               | 0.0            |                                     | 大阪市 | 北区     |
| 11-02       | 出入橋出口     | 国道2号（曽根崎通）方面                                                 | 0.5            | 環状線方面からの出口                | 大阪市 | 北区     |
| 11-01       | 中之島入口     |                                                                         | 0.6            | 池田方面への入口 ETC専用            | 大阪市 | 北区     |
| 11-03       | 梅田出入口     | 九条梅田線                                                              | 1.0            | 環状線方面出入口 池田方面からの出口 | 大阪市 | 北区     |
| 11-04       | 福島出入口     | なにわ筋 九条梅田線                                                     | 1.8            | 池田方面出入口                      | 大阪市 | 福島区   |
| 11-05       | 塚本出入口     | 姫島通                                                                  | 3.6            | 大阪市内方面出入口                  | 大阪市 | 西淀川区 |
| 11-06       | 加島出入口     | みてじま筋                                                              | 5.4            | 大阪市内方面出入口                  | 大阪市 | 西淀川区 |
| 11-07       | 豊中南出入口   | E1 名神高速道路 豊中IC                                                  | 8.6            |                                     | 豊中市 | 豊中市   |
| 11-08       | 豊中南出入口   |                                                                         | 8.6            | 大阪市内方面出入口                  | 豊中市 | 豊中市   |
| 11-08       | 豊中南出入口   | 9.8                                                                     | 池田方面出入口 |                                     | 豊中市 | 豊中市   |
| 11-09       | 豊中北出入口   | 伊丹方面                                                                | 12.0           | 大阪市内方面出入口                  | 豊中市 | 豊中市   |
| -           | 大阪空港TB     |                                                                         | 12.5           | 大阪市内方面                        | 豊中市 | 豊中市   |
| 11-10       | 大阪空港出入口 | 大阪空港方面                                                            | 13.2           | 大阪市内方面出入口                  | 豊中市 | 豊中市   |
| -           | 蛍池JCT        | 11号池田線延伸部                                                        | 13.4           |                                     | 豊中市 | 豊中市   |
| 11-11       | 池田出入口     | E2A 中国道 中国池田IC（広島方面）最寄 中国道 中国豊中IC（京都方面）最寄 | 14.2           | 大阪市内方面出入口                  | 池田市 | 池田市   |

### 延伸部
| 出入口 番号 | 施設名             | 接続路線名              | 中之島 から (km) | 備考                               | 所在地        | 所在地        |
| ----------- | ------------------ | ----------------------- | ---------------- | ---------------------------------- | ------------- | ------------- |
| -           | 蛍池JCT            | 11号池田線 大阪市内方面 | 13.4             |                                    | 大阪府        | 豊中市        |
| 11-12       | 神田出入口         | 国道176号               | 17.6             | 能勢・亀岡方面出入口 入口はETC専用 | 大阪府        | 池田市        |
| 11-13       | 川西小花出入口     | 国道176号               | 18.7             | 大阪方面出入口                     | 兵庫県 川西市 | 兵庫県 川西市 |
| 11-14       | 池田木部第一出入口 | 国道423号 亀岡方面      | 20.8             | 大阪方面出入口                     | 大阪府 池田市 | 大阪府 池田市 |
| 11-15       | 池田木部第二出入口 | 国道173号 能勢方面      | 20.8             | 大阪方面出入口                     | 大阪府 池田市 | 大阪府 池田市 |

## 歴史
- 1965年（昭和40年）12月12日 : 1号環状線土佐堀 - 梅田が開通。
- 1967年（昭和42年）
  - 8月29日 : 福島 - 豊中北が開通。
  - 10月26日 : 中之島 - 福島が開通。
- 1969年（昭和44年）2月1日 : 豊中北 - 大阪空港が開通。空港線と呼ばれるようになる。
- 1970年（昭和45年）3月14日 : 大阪空港 - 池田が開通。
- 1989年（昭和64年/平成元年） : 路線番号制導入に合わせ池田線と改称。
- 1998年（平成10年）4月2日 : 蛍池西町 - 池田木部が開通、全線開通。
- 2018年（平成30年） : 中之島S字橋が土木学会選奨土木遺産に認定される[1]。
- 2020年（令和2年）6月12日〜28日 : 中国自動車道の工事による通行止めに伴い、池田出入口 - 豊中出入口間でETC車への割引が実施された。

## 路線状況
8月第三土曜日に行われる猪名川花火大会開催時には花火関係による諸事故防止のため木部方面分岐〜池田木部間は通行止めとなる。

### 車線・最高速度
| 区間                          | 車線 上下線=上り線+下り線 | 最高速度 |
| ----------------------------- | ------------------------- | -------- |
| 中之島JCT - 出入橋            | 6=3+3                     | 50km/h   |
| 出入橋 - 梅田                 | 5=3+2                     | 50km/h   |
| 梅田 - 福島                   | 4=2+2                     | 50km/h   |
| 福島 - 池田                   | 4=2+2                     | 60km/h   |
| 池田 - 伊丹トンネル北坑口     | 4=2+2                     | 50km/h   |
| 伊丹トンネル北坑口 - 池田木部 | 4=2+2                     | 60km/h   |

### 道路施設
- 大豊橋（神崎川、加島 - 豊中IC）

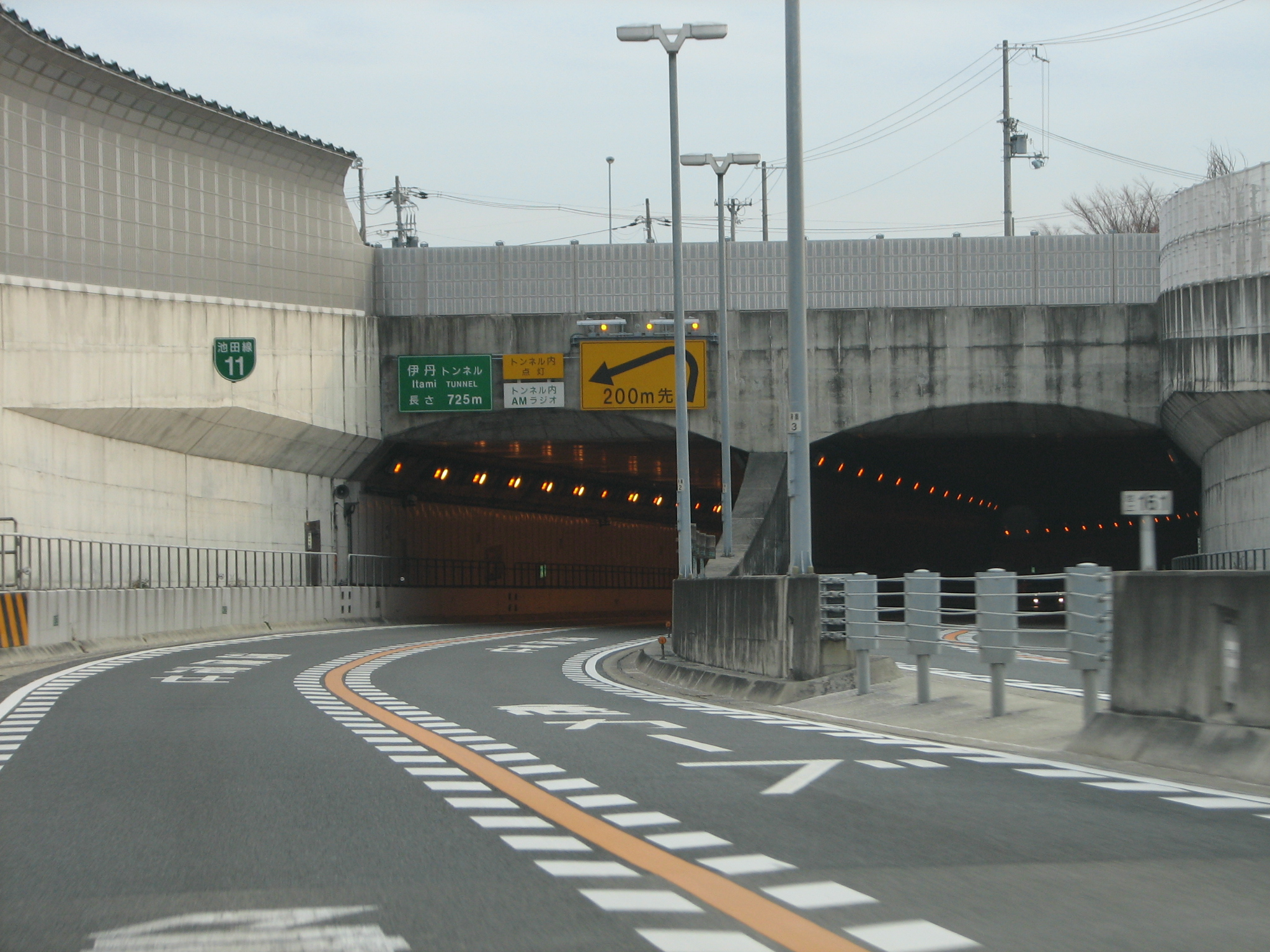
伊丹トンネル（池田 - 神田）

- 伊丹トンネル（大阪空港 - 神田） 725m

### 道路情報ラジオ
- 塚本（福島 - 塚本）
- 豊中（加島 - 豊中）
- 空港（豊中北 - 池田）
- 小花（神田 - 木部）

阪神高速の道路情報ラジオの冒頭は「こちらは阪神高速路側○○（局名）です。午前（午後）○○時○○分現在の道路情報をお知らせします。」と放送される。

### 所管警察
- 大阪府警察高速道路交通警察隊阪神四ツ橋分駐所 : 中之島分岐 - 池田木部方面分岐
- 兵庫県警察高速道路交通警察隊京橋分駐隊 : 池田木部方面分岐 - 池田木部第二出入口[2]

### 交通量

#### 本線
24時間交通量（台）　道路交通センサス
| 区間                          | 平成17（2005）年度 | 平成22（2010）年度 | 平成27（2015）年度 |
| ----------------------------- | ------------------ | ------------------ | ------------------ |
| 中之島JCT - 出入橋出口        | 108,103            | 100,971            | 93,187             |
| 出入橋出口 - 中之島入口       | 108,103            | 100,971            | 93,187             |
| 中之島入口 - 梅田出入口       | 108,103            | 88,379             | 74,297             |
| 梅田出入口 - 福島出入口       | 102,187            | 87,268             | 81,559             |
| 福島出入口 - 塚本出入口       | 102,187            | 98,239             | 92,631             |
| 塚本出入口 - 加島出入口       | 102,187            | 86,918             | 84,178             |
| 加島出入口 - 豊中南出入口     | 102,187            | 80,337             | 75,039             |
| 豊中南出入口 - 名神豊中IC     | 102,187            | 56,260             | 51,407             |
| 名神豊中IC - 豊中北出入口     | 70,323             | 62,534             | 60,250             |
| 豊中北出入口 - 大阪空港出入口 | 70,323             | 55,108             | 52,580             |
| 大阪空港出入口 - 蛍池JCT      | 70,323             | 47,557             | 45,632             |
| 蛍池JCT - 池田出入口          | 70,323             | 32,894             | 32,883             |

（出典：「平成22年度道路交通センサス」・「平成27年度全国道路・街路交通情勢調査」（国土交通省ホームページ）より一部データを抜粋して作成）
- 令和2年度に実施予定だった交通量調査は、新型コロナウイルスの影響で延期された[3]。

#### 延伸部
24時間交通量（台）　道路交通センサス
| 区間                            | 平成17（2005）年度 | 平成22（2010）年度 | 平成27（2015）年度 |
| ------------------------------- | ------------------ | ------------------ | ------------------ |
| 蛍池JCT - 神田出入口            | 16,715             | 15,004             | 13,493             |
| 神田出入口 - 川西小花出入口     | 16,715             | 18,505             | 16,962             |
| 川西小花出入口 - 池田木部出入口 | 16,715             | 12,548             | 11,825             |

（出典：「平成22年度道路交通センサス」・「平成27年度全国道路・街路交通情勢調査」（国土交通省ホームページ）より一部データを抜粋して作成）
- 令和2年度に実施予定だった交通量調査は、新型コロナウイルスの影響で延期された[3]。

#### 渋滞
土曜・日曜・祝日も含めて、南行きの塚本出入口、北行きの福島出入口を先頭にした渋滞がほぼ毎日起こる。特に福島の渋滞は（土曜朝時も含む）、環状線を介して15号堺線、14号松原線、13号東大阪線、12号守口線にまで波及することが多い。また南行きの塚本出入口を先頭にした渋滞は夕方にも発生し、天候の状態によって池田出入口まで渋滞することもある。
塚本出入口を先頭にした渋滞に対しては、最近、対策が講じられ始めているのに対し、福島出入口を先頭にした渋滞に対しては、対策が後手に回っている。

## 延伸計画
池田木部ランプからさらに北へ延伸し、新名神高速道路の川西インターチェンジ付近を結ぶ計画がある。距離は約7km。一般国道173号のバイパス道路（自動車専用）として建設するか、阪神高速道路として建設するかは未定だが、川西市北部・猪名川町から伊丹空港や大阪都心へのアクセス強化などが期待されている。

## 構造

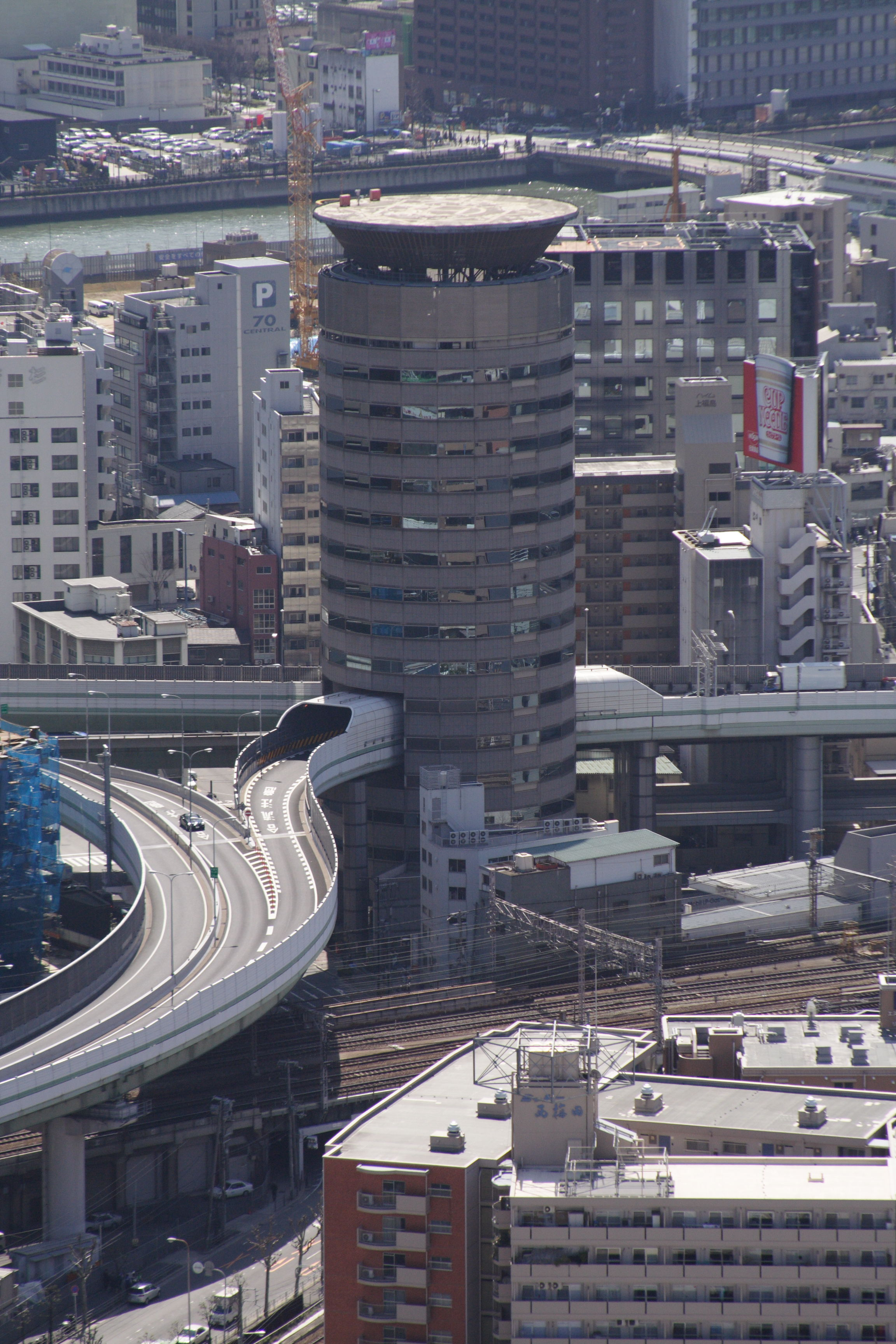
池田方面からの梅田出口付近では、TKPゲートタワービルの中を出路が貫通する。

大阪市北区中之島・堂島では中之島掘割・堂島掘割の水路を利用して建設されている。西横堀川西国橋跡と中之島掘割秋月橋跡を結ぶ全長192.8mの3径間連続鋼床版曲線箱桁橋は中之島S字橋と通称され、土木学会選奨土木遺産に認定されている。堂島掘割から梅田貨物駅へ至る梅田入堀川の水路の一部も利用しており、出口名に使用されている出入橋は梅田入堀川に架かっていた橋名である。
中之島掘割の箇所では、朝日新聞ビル（1968年竣工、2013年解体）の中を本線が通っていた。同ビルは建て替え工事（大阪・中之島プロジェクト）によって、高速道路よりも上の部分は解体されたが、高速道路の橋脚となる部分については解体されずに残っている。
池田方面からの梅田出口付近では、TKPゲートタワービル（16階建て）の5〜7階部分の開口部が長さ27mのトンネルになっており、ビルの中を出路が貫通する。ビルへの環境対策として、振動については道路部分とビル部分は直接接触しないようにつくられており、さらに騒音公害を抑止するため道路部分の周囲を防音壁で囲った構造としている。
オオサカガーデンシティの再開発に伴って、阪神高速道路公団（現・阪神高速道路株式会社）は、1965年（昭和40年）以来梅田2交差点付近にあった環状線方面の梅田入口を現在地へ移転させ、あわせて環状線方面からの出口と池田方面からの出口も新設し、このビルの位置に池田方面からの出路を通す計画を進めていた。
そのため、1983年（昭和58年）に出口予定地の会社に9階建ビルへの建て替えを希望したが、建築申請の許可が下りなかった。このため、移転をしたくない会社と公団との話し合いによる交渉が続けられるうちに、1989年（平成元年）に都市空間を有効活用するための法的な立体道路制度が創設され、この制度に基づいてビルの中を道路が貫通するという構想が生まれて、1992年（平成4年）に完成したものである。
また、大阪万博開催に間に合わせるため、大豊橋では大阪府道として建設されていた橋桁を利用して池田線を通したが、高さ調整のために打設したコンクリートや、一般道より激しい交通量からの負荷により、老朽化が進行している。

## 地理

### 通過する自治体
- 大阪府
  - 大阪市（西区 - 北区 - 福島区 - 淀川区 -  西淀川区）  - 豊中市 - 池田市 -
- 兵庫県
  - 伊丹市 - 川西市 -

### 接続する高速道路
- 阪神高速1号環状線（中之島JCTで接続）
- E1名神高速道路（豊中IC/豊中南出入口で接続）

### 沿線
- 中之島（大阪市北区）
- 堂島（大阪市北区）
- TKPゲートタワービル（大阪市福島区）
- JR大阪駅（大阪市北区）
- 新淀川（大阪市北区/淀川区）
- 大阪国際空港〈伊丹空港〉（伊丹市/豊中市/池田市）
- 猪名川（池田市/川西市）

## ギャラリー

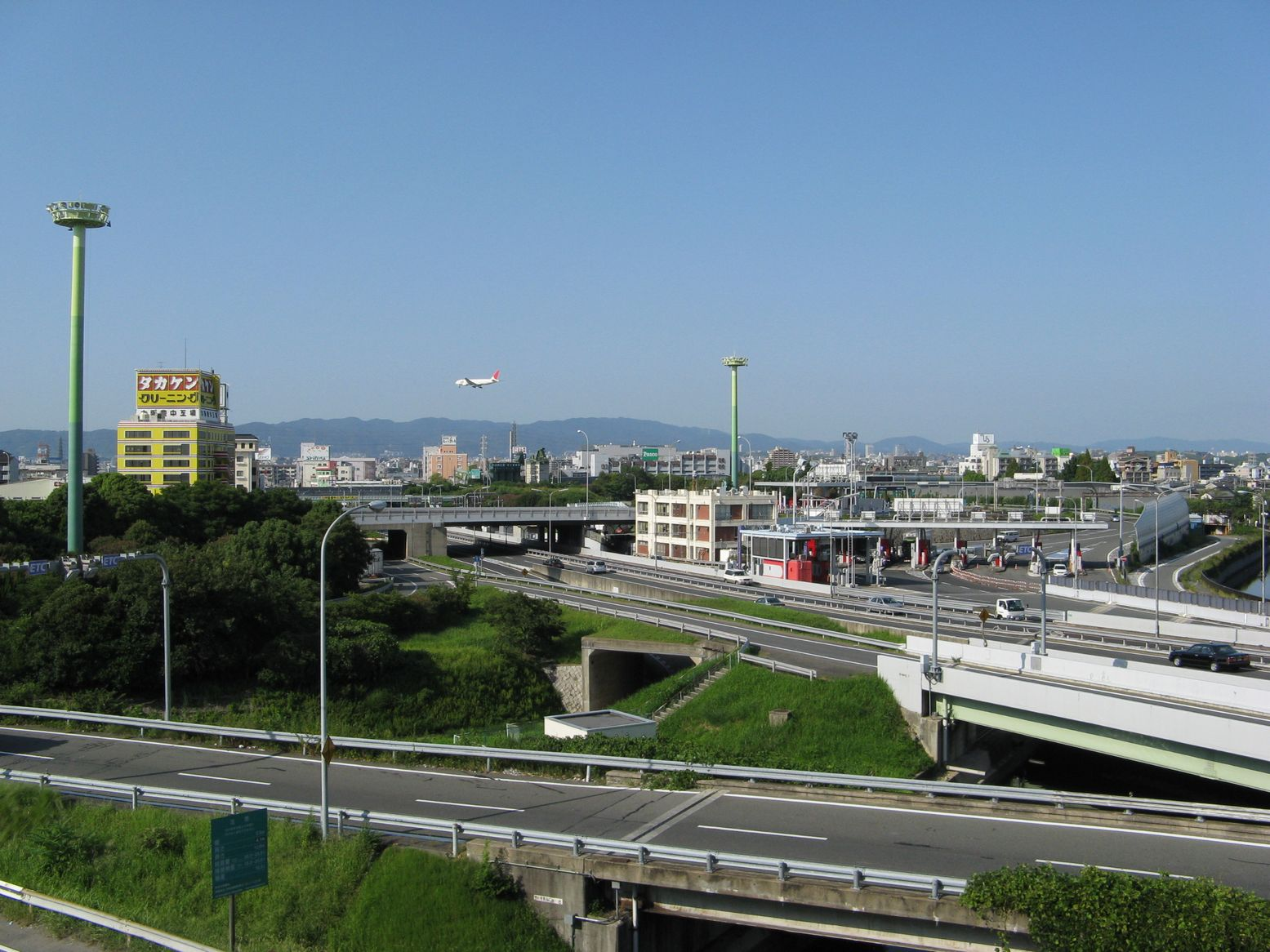
豊中南出入口付近（豊中IC）
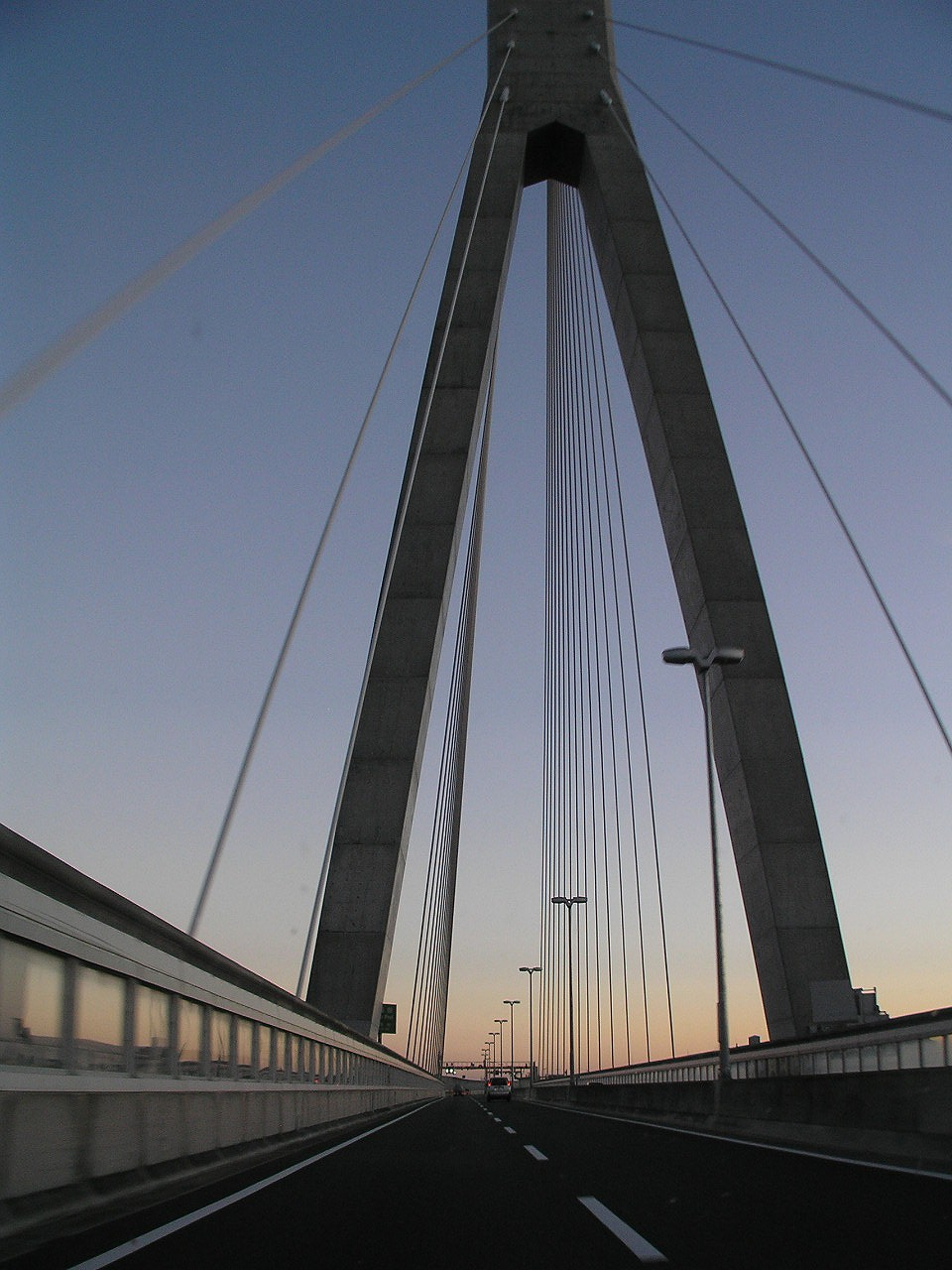
池田木部付近